# Tony Parker
William Anthony Parker Jr., detto Tony (Bruges, 17 maggio 1982), è un dirigente sportivo ed ex cestista francese con cittadinanza statunitense, di ruolo playmaker e presidente dell'ASVEL.
Figlio di un giocatore di basket professionista, Parker ha giocato per due anni al Paris Basket Racing nel campionato di basket francese, prima di unirsi ai San Antonio Spurs . È stato selezionato dagli Spurs con la ventottesima scelta assoluta nel draft NBA del 2001, e divenne rapidamente il playmaker titolare della franchigia. Parker ha vinto quattro campionati NBA ( 2003, 2005, 2007 e 2014 ), tutti con gli Spurs. Ha anche giocato per ASVEL Basket in Francia durante il lockout della NBA del 2011 e ha terminato la sua carriera nel 2019 dopo una stagione con i Charlotte Hornets.
Parker è stato nominato sei volte All-Star NBA, tre volte All-NBA second team e una volta All-NBA third team. È stato anche l'MVP delle finali NBA del 2007.
Mentre giocava con la nazionale francese, Parker è stato nominato MVP di EuroBasket 2013, in seguito alla vittoria della sua squadra sulla Lituania nella finale. Ha concluso il torneo come score leader, con una media di 19 punti per partita. Nel 2015 è diventato il miglior marcatore di tutti i tempi nella competizione EuroBasket, un record che è stato infranto da Pau Gasol due anni dopo.
Nel 2023 è stato inserito fra i membri del Naismith Memorial Basketball Hall of Fame in qualità di giocatore.

## Biografia
Anche se nato in Belgio, Parker ha la cittadinanza francese. Suo padre è un ex-giocatore professionista di pallacanestro statunitense, mentre sua madre è una modella olandese; ha un fratello, Terence, anch'egli cestista.
Dal 2007 al 2010 è stato sposato con l'attrice statunitense Eva Longoria.

## Caratteristiche tecniche
È alto 188 cm, pesa 80 kg, e gioca nel ruolo di playmaker: in questo ruolo costituisce un giocatore abbastanza atipico, in quanto preferisce più il gioco offensivo, effettuando penetrazioni invece di fornire assist.
È dotato di un primo passo rapidissimo, e difficilmente è contenibile una volta che parte in penetrazione, dove arriva o a concludere appoggiando, anche con traiettorie alte non facilmente stoppabili da giocatori molto più imponenti, o facendo arresti e step-back per poi concludere in sospensione.
Giocatore di grande esperienza, è spesso fondamentale per le sue clutch plays; riesce a mantenere il sangue freddo anche se sotto pressione.

## Carriera

### Club

#### Europa
Ha giocato per due anni, dal 1999 al 2001, nel campionato francese nelle file del Paris Basket Racing.

#### NBA

##### San Antonio Spurs
Nel Draft NBA 2001 i San Antonio Spurs, ultimi a scegliere al primo giro, lo chiamano al numero 28; la scelta del francese si rivelerà un vero draft steal, analogamente a quello che due anni prima aveva portato alla squadra texana Emanuel Ginóbili, scelto al numero 57 del secondo giro.
Ha debuttato nel massimo campionato professionistico di basket il 30 novembre 2001, nella partita contro i Los Angeles Clippers. È diventato così il secondo cestista di nazionalità francese, dopo Tariq Abdul-Wahad, a giocare nella NBA. È diventato anche il più giovane esordiente della storia degli Spurs, avendo debuttato nella NBA a 19 anni, 6 mesi e 13 giorni.
Con gli Spurs ha vinto il campionato NBA nel 2003, nel 2005, nel 2007 (anno in cui è anche stato eletto MVP delle finali) e nel 2014. Grazie al suo grande inizio della stagione, nel 2005-06 Tony fa parte per la prima volta, come riserva, della selezione dell'Ovest al NBA All-Star Game.
Nel 2006-07 scende in campo 77 volte su 82 partite, tenendo una media di 18,6 punti a partita, distribuendo 5,5 assist e catturando 3,2 rimbalzi, tirando con il 52% dal campo e col 39,5% da oltre l'arco. Durante i play-off tiene una media di 20,6 punti, 6 assist e 3,2 rimbalzi, tanto da arrivare a essere nominato MVP delle finali, grazie alle sue ottime prestazioni contro i Cleveland Cavaliers, che perderanno 4-0 nella serie finale soprattutto grazie ai suoi 24,5 punti di media nelle quattro partite.

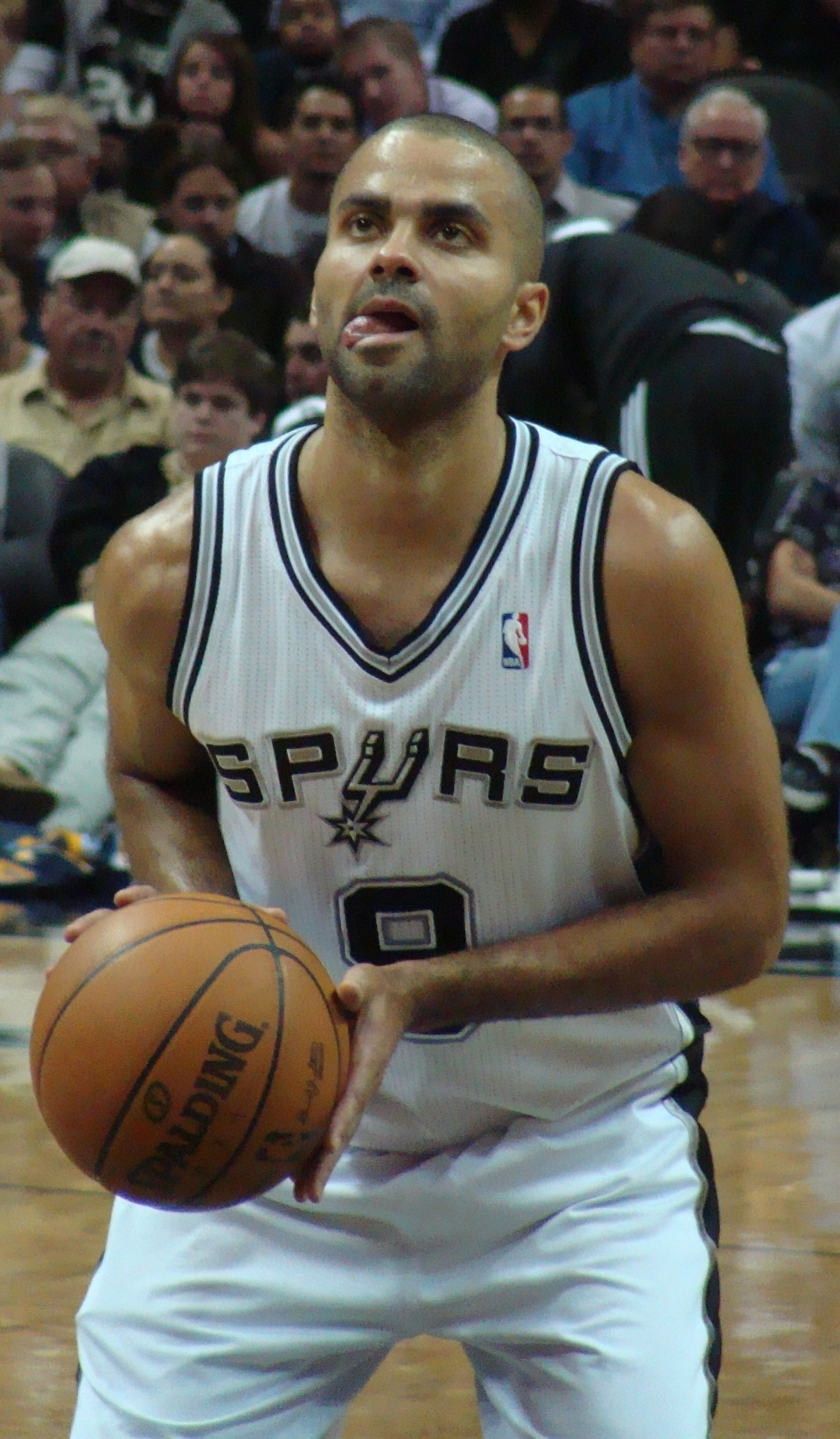
Parker si appresta ad effettuare un tiro libero.

Parker continua ad inanellare ottime stagioni anche negli anni successivi, per quanto gli Spurs non riescano più a raggiungere le finali NBA. In particolare nel 2008-2009 Parker fa registrare la sua migliore stagione texana: supera per la prima volta i 20 punti stagionali (22) e fa registrare anche la sua miglior media assist di sempre (6.9); nonostante le grandi prestazioni del francese San Antonio, testa di serie numero 3 a Ovest, si ferma al primo turno contro i Dallas Mavericks, cosa che non accadeva dal 2000).
Nell'ottobre 2011 si trasferisce temporaneamente all'ASVEL Lyon-Villeurbanne, fino al termine del lockout NBA 2011-2012: nonostante le poche partite disputate Parker gioca molto bene sia in Francia sia in Eurocup, venendo nominato MVP della prima settimana della competizione.
Al termine del lockout torna negli USA per disputare la stagione 2011-2012: il 4 febbraio, facendo registrare 42 punti e 9 assist diventa il giocatore degli Spurs con il maggior numeri di assist in carriera. Divenuto sempre più leader della squadra, la conduce al miglior record stagionale, guadagnandosi il secondo quintetto della lega e una forte candidatura ad MVP della stagione regolare. Ai playoff, gli Spurs giungono alla finale di conference contro gli Oklahoma City Thunder, perdendo 4-2. Nel 2013 gli Spurs arrivano in finale contro i Miami Heat di LeBron James. Nonostante le precarie condizioni di una caviglia Parker offre il suo solito contributo, ma, grazie a una tripla di Ray Allen allo scadere di gara 6 che porta la partita ai supplementari, gli speroni devono arrendersi 4-3. La rivincita arriva l'anno successivo quando gli Spurs, dopo aver concluso al primo posto la Regular Season, sconfiggono 4-3 i Dallas Mavericks al primo turno, 4-1 i Portland Trail Blazers, e 4-2 gli Oklahoma City Thunder nella finale della Western Conference. In finale i texani ritrovano i Miami Heat di Lebron James, ma il risultato è un netto 4-1 che permette al francese di mettersi al dito il quarto anello di campione NBA.
Quella 2014-15 è un'altra buona stagione per Parker, ma gli Spurs escono al primo turno dei playoff, sconfitti dai Los Angeles Clippers 4-3 in una serie molto combattuta.
Le ultime stagioni per Parker sono state segnate da molteplici infortuni oltre che da un calo di rendimento (non per niente nel 2016 gli Spurs sceglieranno Dejounte Murray e, l'anno dopo, Derrick White, entrambi playmaker).

##### Charlotte Hornets
Dopo 17 anni di militanza nella squadra texana, durante la free-agency 2018 firma un biennale con gli Charlotte Hornets, franchigia posseduta da Michael Jordan e in cui ritrova il suo connazionale Nicolas Batum. Tuttavia dopo una sola stagione da 56 partite con 17.9 minuti, 9.5 punti e 3.7 assist di media si ritira dalla carriera agonistica. Il 2 luglio viene di conseguenza tagliato dagli Hornets.

### Nazionale

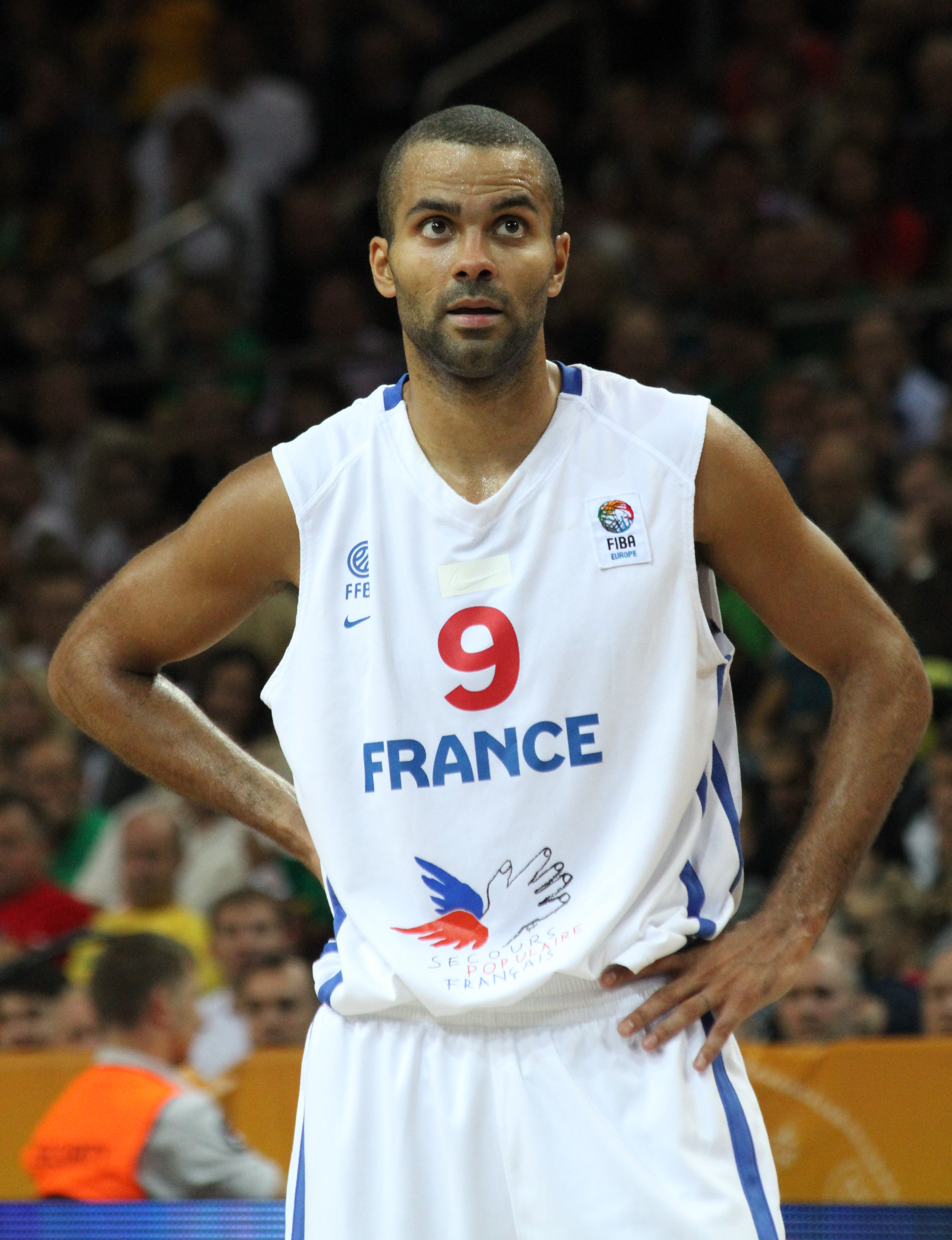
Parker con la nazionale francese nel 2011.

Con la nazionale francese, ha vinto i campionati europei under 20 nel 2000 (dove è stato eletto miglior giocatore del torneo), per poi passare, ancora giovanissimo, nel 2001 alla nazionale seniores.
Diventa presto uno dei leader della nazionale francese, di cui è diventato capitano nel 2003, guidandola nella transizione tra la squadra dei veterani vicecampioni olimpici a Sydney e la nuova generazione (Boris Diaw, Ronny Turiaf in primis, ma anche i fratelli Mickaël e Florent Piétrus e Gelabale) dei nati nei primi anni Ottanta. Parker partecipa a tutti gli Europei dal 2001 in poi, saltando però i Mondiali 2006 in Giappone(infortunio ad un dito della mano, comunque la sua nazionale ha chiuso quinta) e 2010.
Ad EuroBasket 2003 Parker, miglior play del torneo, viene eliminato con i francesi, fin lì imbattuti, nella semifinale con i lituani, e perde anche le Olimpiadi dopo la sconfitta contro l'Italia. Due anni dopo arriva il bronzo (prima medaglia bleu dopo 46 anni).
L'edizione 2011 degli Europei sembra quella giusta per la Francia: a Boris Diaw e Parker (Turiaf per infortunio non partecipa) si aggiungono Nicolas Batum (già presente nel 2009) e Joakim Noah. Guidata dalla giocate del capitano Parker (che alla fine risulterà top scorer del torneo e miglior playmaker) la Francia supera imbattuta la prima fase, si qualifica facilmente nella seconda (unica sconfitta con gli spagnoli, di 27 punti) e giunge in finale battendo, con il contributo decisivo di Parker, greci e russi. In finale però la Francia non può nulla contro lo squadrone spagnolo (campione in carica), che batte nuovamente i transalpini (98-85 il punteggio).
Nel 2013 al campionato europeo in Slovenia arriva la rivincita: in semifinale Parker e i suoi compagni battono la Spagna in rimonta e travolgono in finale la Lituania conquistando il loro primo titolo europeo. Al termine della manifestazione Tony Parker viene eletto nel migliore quintetto e migliore giocatore della manifestazione. Era diventato il miglior realizzatore nella storia della manifestazione, record poi battuto dall'ex compagno di squadra agli Spurs Pau Gasol nell'edizione del 2017 del torneo.
Ha poi partecipato agli Europei del 2015 e alle Olimpiadi del 2016, ritirandosi dopo quest'ultime.

## Statistiche

### NBA
| † | Denota le stagioni in cui ha vinto il titolo |
| * | Primo nella lega                             |

#### Regular season
| Anno       | Squadra           | PG    | PT    | MP   | TC%  | 3P%  | TL%  | RP  | AP  | PRP | SP  | PP   |
| ---------- | ----------------- | ----- | ----- | ---- | ---- | ---- | ---- | --- | --- | --- | --- | ---- |
| 2001-2002  | San Antonio Spurs | 77    | 72    | 29,4 | 41,9 | 32,3 | 67,5 | 2,6 | 4,3 | 1,2 | 0,1 | 9,2  |
| 2002-2003† | San Antonio Spurs | 82    | 82    | 33,8 | 46,4 | 33,7 | 75,5 | 2,6 | 5,3 | 0,9 | 0,1 | 15,5 |
| 2003-2004  | San Antonio Spurs | 75    | 75    | 34,4 | 44,7 | 31,2 | 70,2 | 3,2 | 5,5 | 0,8 | 0,0 | 14,7 |
| 2004-2005† | San Antonio Spurs | 80    | 80    | 34,2 | 48,2 | 27,6 | 65,0 | 3,7 | 6,1 | 1,2 | 0,1 | 16,6 |
| 2005-2006  | San Antonio Spurs | 80    | 80    | 33,9 | 54,8 | 30,6 | 70,7 | 3,3 | 5,8 | 1,0 | 0,1 | 18,9 |
| 2006-2007† | San Antonio Spurs | 77    | 77    | 32,5 | 52,0 | 39,5 | 78,3 | 3,2 | 5,5 | 1,1 | 0,1 | 18,6 |
| 2007-2008  | San Antonio Spurs | 69    | 68    | 33,5 | 49,4 | 25,8 | 71,5 | 3,2 | 6,0 | 0,8 | 0,1 | 18,8 |
| 2008-2009  | San Antonio Spurs | 72    | 71    | 34,1 | 50,6 | 29,2 | 78,2 | 3,1 | 6,9 | 0,9 | 0,1 | 22,0 |
| 2009-2010  | San Antonio Spurs | 56    | 50    | 30,9 | 48,7 | 29,4 | 75,6 | 2,4 | 5,7 | 0,5 | 0,1 | 16,0 |
| 2010-2011  | San Antonio Spurs | 78    | 78    | 32,4 | 51,9 | 35,7 | 76,9 | 3,1 | 6,6 | 1,2 | 0,0 | 17,5 |
| 2011-2012  | San Antonio Spurs | 60    | 60    | 32,0 | 48,0 | 23,0 | 79,9 | 2,9 | 7,7 | 1,0 | 0,1 | 18,3 |
| 2012-2013  | San Antonio Spurs | 66    | 66    | 32,9 | 52,2 | 35,3 | 84,5 | 3,0 | 7,6 | 0,8 | 0,1 | 20,3 |
| 2013-2014† | San Antonio Spurs | 68    | 68    | 29,4 | 49,9 | 37,3 | 81,1 | 2,3 | 5,7 | 0,5 | 0,1 | 16,7 |
| 2014-2015  | San Antonio Spurs | 68    | 68    | 28,7 | 48,6 | 42,7 | 78,3 | 1,9 | 4,9 | 0,6 | 0,0 | 14,4 |
| 2015-2016  | San Antonio Spurs | 72    | 72    | 27,5 | 49,3 | 41,5 | 76,0 | 2,4 | 5,3 | 0,8 | 0,2 | 11,9 |
| 2016-2017  | San Antonio Spurs | 63    | 63    | 25,2 | 46,6 | 33,3 | 72,6 | 1,8 | 4,5 | 0,5 | 0,0 | 10,1 |
| 2017-2018  | San Antonio Spurs | 55    | 21    | 19,5 | 45,9 | 27,0 | 70,5 | 1,7 | 3,5 | 0,5 | 0,0 | 7,7  |
| 2018-2019  | Charlotte Hornets | 56    | 0     | 17,9 | 46,0 | 25,5 | 73,4 | 1,5 | 3,7 | 0,4 | 0,1 | 9,5  |
| Carriera   | Carriera          | 1.254 | 1.151 | 30,5 | 49,1 | 32,4 | 75,1 | 2,7 | 5,6 | 0,8 | 0,1 | 15,5 |
| All-Star   | All-Star          | 6     | 0     | 18,3 | 52,2 | 16,7 | 100  | 1,8 | 4,7 | 0,8 | 0,1 | 8,8  |

#### Play-off
| Anno     | Squadra           | PG  | PT  | MP   | TC%  | 3P%  | TL%  | RP  | AP  | PRP | SP  | PP   |
| -------- | ----------------- | --- | --- | ---- | ---- | ---- | ---- | --- | --- | --- | --- | ---- |
| 2002     | San Antonio Spurs | 10  | 10  | 34,1 | 45,6 | 37,0 | 75,0 | 2,9 | 4,0 | 0,9 | 0,1 | 15,5 |
| 2003†    | San Antonio Spurs | 24* | 24  | 33,9 | 40,3 | 26,8 | 71,3 | 2,8 | 3,5 | 0,9 | 0,1 | 14,7 |
| 2004     | San Antonio Spurs | 10  | 10  | 38,6 | 42,9 | 39,5 | 65,7 | 2,1 | 7,0 | 1,3 | 0,1 | 18,4 |
| 2005†    | San Antonio Spurs | 23  | 23  | 37,3 | 45,4 | 18,8 | 63,2 | 2,9 | 4,3 | 0,7 | 0,1 | 17,2 |
| 2006     | San Antonio Spurs | 13  | 13  | 36,5 | 46,0 | 22,2 | 81,0 | 3,6 | 3,8 | 1,0 | 0,1 | 21,1 |
| 2007†    | San Antonio Spurs | 20* | 20  | 37,6 | 48,0 | 33,3 | 67,9 | 3,4 | 5,8 | 1,1 | 0,0 | 20,8 |
| 2008     | San Antonio Spurs | 17  | 17  | 38,5 | 49,7 | 35,0 | 75,3 | 3,7 | 6,1 | 0,9 | 0,1 | 22,4 |
| 2009     | San Antonio Spurs | 5   | 5   | 36,2 | 54,6 | 21,4 | 71,0 | 4,2 | 6,8 | 1,2 | 0,2 | 28,6 |
| 2010     | San Antonio Spurs | 10  | 2   | 33,5 | 47,4 | 66,7 | 59,5 | 3,8 | 5,4 | 0,6 | 0,0 | 17,3 |
| 2011     | San Antonio Spurs | 6   | 6   | 36,8 | 46,2 | 12,5 | 75,6 | 2,7 | 5,2 | 1,3 | 0,3 | 19,7 |
| 2012     | San Antonio Spurs | 14  | 14  | 36,1 | 45,3 | 33,3 | 80,7 | 3,6 | 6,8 | 0,9 | 0,0 | 20,1 |
| 2013     | San Antonio Spurs | 21  | 21  | 36,4 | 45,8 | 35,5 | 77,7 | 3,2 | 7,0 | 1,1 | 0,1 | 20,6 |
| 2014†    | San Antonio Spurs | 23* | 23  | 31,3 | 48,6 | 37,1 | 72,9 | 2,0 | 4,8 | 0,7 | 0,0 | 17,4 |
| 2015     | San Antonio Spurs | 7   | 7   | 30,0 | 36,3 | 0,0  | 58,8 | 3,3 | 3,6 | 0,3 | 0,0 | 10,9 |
| 2016     | San Antonio Spurs | 10  | 10  | 26,4 | 44,9 | 25,0 | 85,7 | 2,2 | 5,3 | 0,6 | 0,2 | 10,4 |
| 2017     | San Antonio Spurs | 8   | 8   | 26,4 | 52,6 | 57,9 | 100* | 2,5 | 3,1 | 0,5 | 0,0 | 15,9 |
| 2018     | San Antonio Spurs | 5   | 0   | 13,4 | 37,8 | 0,0  | 71,4 | 0,8 | 1,2 | 0,4 | 0,0 | 6,6  |
| Carriera | Carriera          | 226 | 213 | 34,3 | 46,1 | 30,9 | 73,1 | 2,9 | 5,1 | 0,9 | 0,1 | 17,9 |

#### Massimi in carriera
- Massimo di punti: 55 vs Minnesota Timberwolves (5 novembre 2008)[21]
- Massimo di rimbalzi: 12 vs Houston Rockets (10 dicembre 2012)
- Massimo di assist: 18 vs Memphis Grizzlies (21 maggio 2013)
- Massimo di palle rubate: 6 vs Seattle SuperSonics (3 marzo 2004)
- Massimo di stoppate: 2 (5 volte)
- Massimo di minuti giocati: 53 vs Los Angeles Clippers (7 aprile 2005)

## Palmarès

### Club
- Campionato NBA: 4

San Antonio Spurs: 2003, 2005, 2007, 2014

### Nazionale
- Europei:

 Slovenia 2013
 Lituania 2011
 Serbia e Montenegro 2005, Francia 2015

### Individuale

#### NBA
- NBA Finals MVP: 1

2007
- All-NBA Team: 3

Second Team: 2012, 2013
Third Team: 2009
- NBA All-Rookie First Team: 1

2002
- NBA All-Star: 6

2006, 2007, 2009, 2012, 2013, 2014
- Ventunesimo per numero di assist di sempre NBA
- Inserito nella Naismith Memorial Basketball Hall of Fame nel 2023

#### Nazionale
- FIBA EuroBasket MVP: 1

2013

## Cinema, musica e televisione
Appassionato di musica rap e hip-hop, nel 2007 ha pubblicato un album rap in francese intitolato TP. Nell'album sono presenti collaborazioni con vari artisti, tra cui Booba, Don Choa, Eloquence, Eddie B, Jamie Foxx, K-Reen, Rickwel e Soprano. Sono stati estratti i singoli Bienvenue dans le Texas, Premiere Love e Balance toi.
Nel 2008 ha diretto assieme a Jean-Marie Antonini il documentario 9 - Un chiffre, un homme. Il documentario biografico vede la partecipazione dei cestisti Kobe Bryant, Tim Duncan, Sean Elliott, Magic Johnson, Michael Jordan, Steve Nash e David Robinson, i calciatori Thierry Henry e Zinédine Zidane, il judoka David Douillet, il musicista e DJ Cut Killer, e lo stesso Parker con Eva Longoria. Nel 2008 ha interpretato una piccola parte nel film Asterix alle Olimpiadi.
Nel 2016 è tra i produttori del film The Birth of a Nation - Il risveglio di un popolo di Nate Parker (suo omonimo).